# Aptesis nigricollis
Aptesis nigricollis là một loài tò vò trong họ Ichneumonidae.